# Goum (auteur)
Pour les articles homonymes, voir Goum (homonymie).
Goum ou encore Le Goum, pseudonymes de Benjamin Mutombo, né le 12 septembre 1985 à Sambreville (province de Namur), est un auteur de bande dessinée et illustrateur belge.

## Biographie
Benjamin Mutombo naît le 12 septembre 1985 à Sambreville. Il a un frère jumeau. Le goût du dessin lui vient avec un cadeau de sa grand-mère : des aquarelles à l'âge de 9-10 ans. Il suit les cours de l'Institut d’enseignement des arts techniques sciences et artisanats (IATA) à Namur, puis il fréquente l'École supérieure des arts Saint-Luc de Liège mais pas très longtemps.
Goum aborde l'univers de la bande dessinée dans le magazine Spirou comme dessinateur pour plusieurs courtes histoires à partir de 2004 : Le Wagon maudit sur un scénario de Jean-Michel Thiriet. L'année suivante, il crée le personnage de Frédo Sakado. Puis vient la rencontre marquante avec le scénariste David Boriau pour lequel il dessine des strips et des jeux avec l'extraordinaire Monsieur M pour lequel il crée un blog ainsi que l'histoire courte Meurtre au muséum en 2007.
Ils prolongent leur collaboration avec Passages Secrets, un récit fantastique qu'il dessine et qu'il met également en couleur, l'album est publié dans la collection « KSTЯ » aux éditions Casterman en 2011.
Le duo récidive avec Harlem sur la route du Diable, une bande dessinée jeunesse aux éditions Physalis en 2014. Goum crée aussi le graphisme de plusieurs projets animés avec par exemple Abracadabra avec Vivi Film ou participe à Mr Hublot, un court métrage de ZEILT Productions oscarisé en 2014.
Goum vient également à la scène musicale lors de sa collaboration avec le chanteur Saule et crée  l'univers graphique de sa comédie musicale Zombie Kids en tournée en 2015,. À la suite de ce spectacle, il crée L'Ombre Animation, une association d'artistes et de techniciens d'animation. Ensemble, ils travaillent pour la publicité et conçoivent différents projets  artistiques comme entre autres Les 5G qui sont de petites capsules animées pour LG France.
En 2018, Goum revient vers son éditeur historique et participe à l'album collectif Marsupilami, histoires courtes, tome 2 et fait vivre au Marsupilami, imaginé par André Franquin et depuis animé par Batem, un court récit.
En 2019, il réalise l'adaptation en bande dessinée du film d'animation Comme des bêtes sur des scénarios de Lapuss, les gags sont prépubliés dans Spirou et deux albums sont publiés aux éditions Dupuis,.
En 2021, lors de la fête de la BD à Bruxelles, il anime un atelier pour apprendre à dessiner.
En 2022, à l'occasion du centenaire des éditons Dupuis, il rend hommage à Christophe Bertschy et son diablotin Nelson dans le Spirou double no 4380/4381,. La même année, il illustre deux livres jeunesse écrits par l'écrivain Maxime Gillio dans la série La Fantastique Ligue des animaux mégacools : Mission Dodo et Panique à la piscine publiés aux éditions Auzou.
À nouveau avec le scénariste David Boriau, ils lancent la série fantastique à destination de la jeunesse La Fabrique des rêves dont le premier volume est publié aux éditions Le Lombard en 2023,. Il enchaîne avec le second tome l'année suivante.
En outre, une de ses illustrations sert à l'affiche du festival Bulles et Blues en 2015.
L'artiste travaille dans son atelier de Tamines entouré de Coco en 2018.

## Œuvres

### Albums de bande dessinée

#### Passages secrets
- Passages secrets[7], Casterman, coll. « KSTЯ », Bruxelles, 12 janvier 2011
Scénario : David Boriau - Dessin et couleurs : Goum -  (ISBN 978-2-203-01418-3)

#### Harlem sur la route du diable
- Harlem sur la route du diable[8], Physalis, Bois-Guillaume, 2 octobre 2014
Scénario : David Boriau - Dessin et couleurs : Goum -  (ISBN 9782366400465)

#### Comme des Bêtes
- 1. Tome 1[20],[21], Dupuis, Marcinelle, 28 Juin 2019
Scénario : Lapuss - Dessin et couleurs : Goum -  (ISBN 9791034738922)
- 2. Tome 2[22], Dupuis, Marcinelle, 8 novembre 2019
Scénario : Lapuss - Dessin et couleurs : Goum -  (ISBN 9791034741311)

#### La Fabrique des rêves
- 1. Tome 1[23],[24], Le Lombard, Bruxelles, 9 juin 2023
Scénario : David Boriau - Dessin et couleurs : Goum -  (ISBN 9782803676620)
- 2. Tome 2[25],[26], Le Lombard, Bruxelles, 29 novembre 2024
Scénario : David Boriau - Dessin et couleurs : Goum -  (ISBN 978-2-8036-8041-2)

### Collectifs
- 2. Marsupilami, histoires courtes, Dupuis, Marcinelle, 20 avril 2018
Scénario : collectif - Dessin : collectif dont Goum - Couleurs : quadrichomie -  (ISBN 9782800173726)
- La BD de l'Avent[27], Le Lombard, Bruxelles, 27 septembre 2024
Scénario : collectif - Dessin : collectif dont Goum - Couleurs : quadrichomie -  (ISBN 9782808214407)

### Livres jeunesse
- en tant qu'illustrateur de la série La Fantastique Ligue des animaux mégacools
  - Mission Dodo, textes : Maxime Gillio, Auzou, 2022  (ISBN 9791039504270)
  - Panique à la piscine, textes : Maxime Gillio, Auzou, 2022  (ISBN 9791039516365).

### Expositions collectives
- Marsupilami, The Houba show ![28],[29],[30], Centre belge de la bande dessinée, Bruxelles, du 8 septembre 2022 au 15 janvier 2023.

#### Livres
- Philippe Mellot, Michel Denni, Laurent Turpin et Isabelle Morzadec, Trésors de la bande dessinée : BDM 2025-2026 - Catalogue encyclopédique et Argus, Paris, Les Arènes, novembre 2024, 24e éd., 1839 p., ill. ; 23 cm (ISBN 979-10-37512-61-1, OCLC 1478218824, présentation en ligne), p. 353, 524, 646, 1058.

#### Périodiques
- Lapuss et Goum (interviewés par Thibaut Fontenoy), « Lapuss et Goum lèvent le voile sur la vie secrète de nos animaux domestiques », Spirou, Dupuis, no 4233,‎ 29 mai 2019 (ISSN 0771-8071)
- Paul Satis, « Bienvenue dans mon atelier : Goum », Spirou, Dupuis, no 4279,‎ 15 avril 2020 (ISSN 0771-8071).
- Paul Satis, « BD de ma vie : Goum », Spirou, Dupuis, no 4520,‎ 27 novembre 2024 (ISSN 0771-8071).

#### Articles
- Goum (interviewé par Alexis Seny), « Le Goum, enchanteur de monstres, souffleur de magie sur la BD (#2): « Le dessin et ce qu’il amène à faire sont illimités, on a besoin de la représentation graphique dans tout, ou presque. » », Branchés Culture,‎ 19 octobre 2018 (lire en ligne, consulté le 16 juin 2023)
- Goum (interviewé par Alexis Seny), « Entre chiens et chats, crocodiles et lapins, Lapuss’ et Le Goum s’amuse Comme des Bêtes : « Le langage n’est pas le même, les gags du dessin animé ne fonctionnent pas forcément en BD et vice-versa » », Branchés Culture,‎ 31 juillet 2019 (lire en ligne, consulté le 16 juin 2023).

### Émissions de télévision
- BD : ‘’Comme des bêtes’’, et Goum, son dessinateur, seront au Festival Spirou ce week-end sur Télésambre, reportage Vincent Boquet - Marc Boucherai (2 min 44 s), 12 septembre 2019 Voir en ligne.